# Kloster Taxa

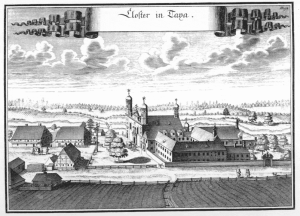
Kloster Taxa (Michael Wening um 1700)

Das Kloster Taxa ist ein ehemaliges Kloster der Augustiner-Barfüßer oder Augustiner-Rekollekten in Taxa (Odelzhausen) in Bayern.

## Geschichte
Das Maria Stern geweihte Kloster wurde 1654 gegründet. Taxa war in der Barockzeit eine bedeutende Marienwallfahrt. Das Kloster wurde 1802 im Zuge der Säkularisation aufgelöst und Kirche und Kloster sofort abgebrochen. Das Gnadenbild kam in die Pfarrkirche St. Benedikt in Odelzhausen. 1848 wurde auf dem Gebiet des ehemaligen Klosters die Kapelle Maria Stern errichtet.
Von 1667 bis 1668 war Abraham a Sancta Clara im Kloster und Wallfahrtsort Maria Stern zu Taxa als Feiertagsprediger tätig, bevor er aufgrund seiner steigenden Popularität nach Wien befohlen wurde.

## Ei-Wunder von Taxa

Wappen mit Stern-Ei

1606 soll der Odelzhauser Hofmarksherr Johann Wilhelm von Hundt in Seenot ein Gelübde abgelegt haben, dass er im Falle einer Rettung eine Kapelle zu Ehren der Muttergottes errichten würde. Von Hundt wurde errettet, doch das Gelübde vergaß er. Zehn Jahre danach legte eine Henne auf seinem Gutshof am Ostermontag ein Stern-Ei, auf dem ein Marienbild im Strahlenkranz zu sehen war. So wurde er an sein Versprechen erinnert und begann mit dem Bau einer Kapelle. Die Hundtsche Henn habe das Hühnerei auf einen nagelneuen Ziegelstein gelegt. Für die anwachsenden Pilgerströme wurde die Kapelle 1654 durch eine Wallfahrtskirche ersetzt und dem Orden der Augustinerbarfüßer übergeben, der 1660 das Kloster errichtete.
Im Wappen von Odelzhausen ist der goldene, mit einem Ei belegte Stern abgebildet und verweist auf das seit dem 17. Jahrhundert in Taxa bestehende Kloster Maria Stern.

## 7-Klöster-Weg
Das Kloster ist auch eine Station des 7-Klöster-Wegs, einem Radweg, der sieben bestehende oder ehemalige Klöster im Dachauer- und Wittelsbacher Land miteinander verbindet. Die Klöster sollen durch diesen 100 km langen Radweg wieder ins Bewusstsein gerufen und erfahrbar werden. Die sieben Klöster sind: Kloster Schönbrunn in Röhrmoos, Kloster Weichs, Kloster Indersdorf, Kloster Petersberg, Kloster Altomünster, Kloster Maria Birnbaum in Sielenbach und Kloster Taxa.